# استیو جردن (نوازنده)
استیو جردن (انگلیسی: Steve Jordan؛ زادهٔ ۱۴ ژانویهٔ ۱۹۵۷) یک موسیقی‌دان اهل ایالات متحده آمریکا است. وی از سال ۱۹۷۸ میلادی تاکنون مشغول فعالیت بوده‌است.